# Imperiul Kușan
Imperiul Kușan (c. 30 – c. 375 d.Hr.) a fost un imperiu sincretic format de yuezhi în teritoriile bactriene la începutul secolului I. S-a extins pentru a cuprinde o mare parte din ceea ce este acum Tadjikistan, Uzbekistan, Afganistan, Pakistan, estul Iranului și nordul Indiei, cel puțin până la Saketa și Sarnath, lângă Varanasi, unde s-au găsit inscripții datând din epoca împăratului kușan Kanișka cel Mare.
Kușanii erau cel mai probabil una dintre cele cinci ramuri ale confederației yuezhi, un popor nomad indo-european de posibilă origine tohariană, care a migrat din nord-vestul Chinei (Xinjiang și Gansu) și s-a stabilit în Bactria antică. Fondatorul dinastiei, Kujula Kadphises, a urmat ideile culturale grecești și iconografia după tradiția greco-bactriană și a fost un adept al sectei șivaite a hinduismului. Doi regi kușani de mai târziu, Vima Kadphises și Vasudeva II, la fel au fost patroni ai hinduismului. Kușanii în general au fost și mari patroni ai budismului și, începând cu împăratul Kanișka, au introdus elemente ale zoroastrismului în panteonul lor. Ei au jucat un rol important în răspândirea budismului în Asia Centrală și China, ducând la o perioadă de relativă pace de 200 de ani, uneori descrisă drept „Pax Kushana”.
Kușanii au folosit posibil inițial limba greacă în scopuri administrative, dar în curând au trecut la limba bactriană. Kanișka și-a trimis armatele la nord de munții Karakorum. Drumul direct din Gandhara în China a rămas sub control kușan timp de mai bine de un secol, încurajând călătoriile prin Karakorum și facilitând răspândirea budismului mahayana în China. Dinastia kușană avea contacte diplomatice cu Imperiul Roman, Persia Sasanidă, Imperiul Aksumit și dinastia Han din China. Imperiul Kușan a fost în centrul relațiilor comerciale dintre Imperiul Roman și China: conform lui Alain Daniélou, „pentru un timp, Imperiul Kușan a fost punctul central al civilizațiilor majore”. Pe când multă filozofie, artă și știință a fost creată înăuntrul granițelor sale, singurul izvor scris cu privire la istoria imperiului sunt inscripțiile și relatările în alte limbi, în special în chineză.
Imperiul Kușan s-a fragmentat în regate semi-independente în secolul al III-lea d.Hr., care au căzut în mâinile sasanizilor năvălind din vest care la rândul lor au întemeiat Regatul Kușano-Sasanid în zonele Sogdiana, Bactria și Gandhara. În secolul al IV-lea, Gupta, o altă dinastie indiană, au pus și ei presiune dinspre est. Ultimul dintre regatele kușane și kușano-sasanide a fost în cele din urmă copleșit de invadatorii din nord, cunoscuți cu numele de kidariți, iar mai târziu ca heftaliți. 